# 天主教瓦馬丘科自治監督區
天主教瓦馬丘科自治監督區（拉丁語：Praelatura Territorialis Huamaciucana）是秘魯一個羅馬天主教自治監督區，屬特魯希略總教區。
自治監督區於1961年12月4日成立，位於拉利伯塔德大區東部，2004年時有教友149,500人（佔轄區總人口65.0%）、十三個堂區和十六名司鐸。
監督現時出缺，宗座署理為賈利·本雅明·里韋拉-蒙托亞（Pascual Benjamín Rivera Montoya），榮休監督為施巴士坦·拉米斯-托倫斯。